# My Old Kentucky Home (brano musicale)
My Old Kentucky Home, Good Night! o semplicemente My Old Kentucky Home è un brano musicale, scritto probabilmente nel 1852 dal compositore statunitense Stephen Foster e pubblicato nel 1853.
Si tratta di un brano contro la schiavitù, divenuto un inno in Kentucky.

## Storia

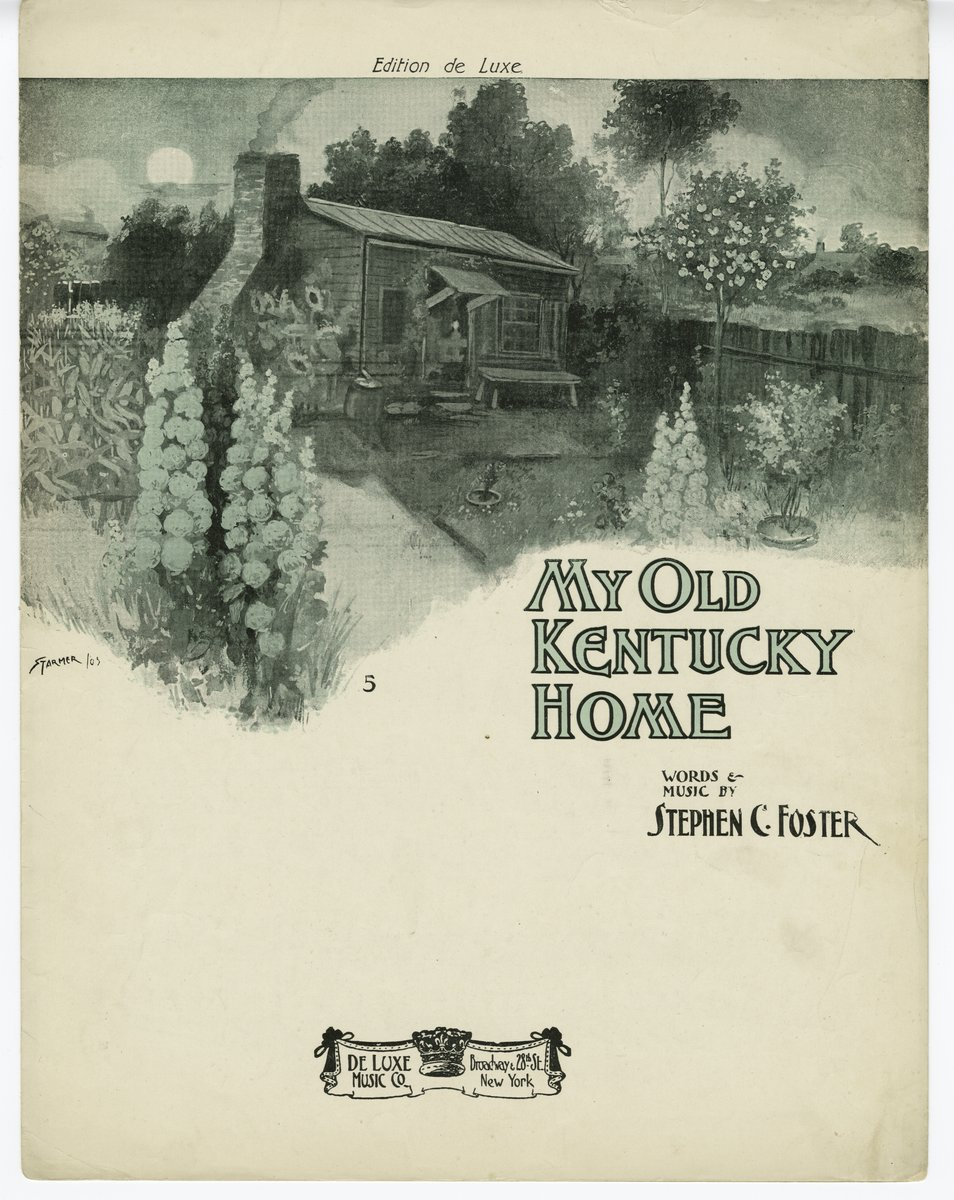
Copertina di uno spartito del brano pubblicato nel 1905

Il brano era stato scritto da Stephen Foster per un gruppo ambulante che si esibiva nei minstrel shows.
Ad ispirare Foster fu probabilmente il romanzo di Harriet Beecher Stowe La capanna dello zio Tom, scritto nel 1852 e dal contenuto abolizionista. Il brano era stato infatti originariamente intitolato Poor Uncle Tom, Good Night!
Il testo del brano ha in seguito subito varie modifiche rispetto alla versione originale di Foster.

## Testo

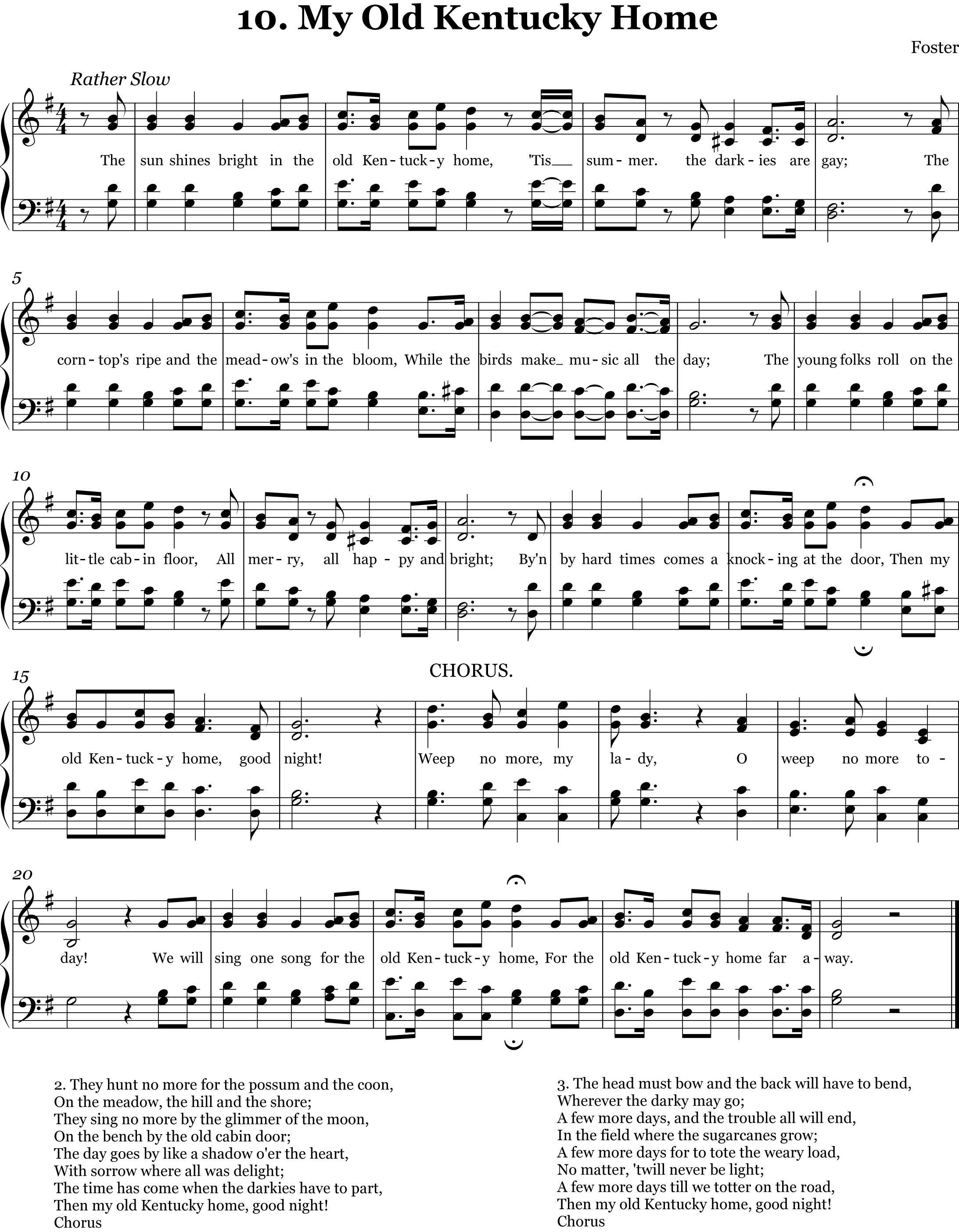
Spartito del brano

Il testo è il lamento di uno schiavo costretto a lasciare una piantagione del Kentucky dopo essere stato venduto ad un proprietario terriero del Sud degli Stati Uniti.
La prima strofa recita:
The sun shines bright in the old Kentucky home,

 'Tis summer, the darkies are gay;

The corn-top’s ripe and the meadow’s in the bloom,

While the birds make music all the day.

The young folks roll on the little cabin floor,

All merry, all happy and bright;

By 'n' by Hard Times comes a-knocking at the door,

Then my old Kentucky home, goodnight.

Ritornello:

Weep no more my lady

Oh! weep no more today!

We will sing one song for the old Kentucky home,

For the Old Kentucky Home far away.

[...]

## Versioni
Tra gli interpreti che hanno inciso o eseguito pubblicamente il brano, figurano (in ordine alfabetico) :
- Andrew Adair (versione strumentale, 1999)
- Louis Armstrong[2]
- Billy Amstell's Dixie All Stars (versione strumentale, 1980)
- Milt Buckner (versione strumentale, 1977)
- John F. Burkhardt (1919)
- The Chestnut Brass Company (versione strumentale, 2004)
- Columbia Orchestra (versione strumentale, 1908)
- Paul Cosentino & The Boilermaker Jazz Band (versione strumentale, 1998)
- Bing Crosby
- Jeffrey Dooley e Kathryn Cook (1999)
- Dollar Band (versione strumentale, 1977)
- The Dukes of Dixieland (versione strumentale, 1957)
- Edison Concert Band (versione strumentale, 1904)
- Edison Male Quartette (1898)
- Jerry Ernst (2002)
- Geraldine Farrar (1910)
- Ferera & Franchini (versione strumentale, 1922)
- Cathy Fink (1982)
- Liz Getz (1965)
- Alma Gluck (1914)
- The Hamlin Quartette (1927)
- Haydn Quartet (1903)
- Frieda Hempel (1918)
- Bobby Horton (2009)
- Kazuhiro Inaba (1999)
- Douglas Jimerson (1998)
- David Jolley (versione strumentale, 2012)
- Knickerbocker Male Quartette (1909)
- Mike Kornrich (2003)
- Gene Krupa e la sua orchestra (versione strumentale, 1939)
- John Lacalle's Band (1910)
- Chas. P. Lowe (1901)
- Frank Luther and The Lyn Murray Quartet (1938)
- Thomas McGregor (versione strumentale, 2015)
- Corinne Morgan (1920)
- Minoru Muraoka (1972)
- The Peerless Quartet (1908)
- Rosa Ponselle (1925)
- John Prine (2004)
- Teddy Redell (2003)
- Paul Robeson (1930)
- Duke Robillard (2015)
- Samuel Siegel (1903)
- June Smith (versione strumentale, 2001)
- Sousa's Band (1898)
- Albert Spalding (versione strumentale, 1920)
- Standard Quartette (1894)
- Susan Urbach (1994)
- Randy VanWarmer (2006)
- Joe Weed (2002)
- The Wood Brothers  (1979)

## Adattamenti in altre lingue
- Il brano è stato adattato in lingua svedese da Ragnar Westling con il titolo Mitt Kentucky hem ed eseguito per la prima volta in questa versione dall'orchestra di Sven-Olof Sandberg[1]

## Adattamenti in altri brani
- Negli anni sessanta, il brano venne modificato da Randy Newman ed utilizzato per il ritornello di Old Kentucky Home, brano incluso nell'album del 1970 12 Songs.[2] Questo brano è stato in seguito ripreso anche da Johnny Cash con il titolo My Old Kentucky Home.[2]

## Il brano nella cultura di massa
- Il brano ha ispirato il titolo dell'omonimo film d'animazione del 1926[5]